# بنكسية غيورة
بنكسية غيورة (الاسم العلمي: Banksia aemula) هي نوع نباتي يتبع جنس البنكسية من فصيلة البروطية.